# Déficit en protéine C
 Mise en garde médicale
Le déficit en protéine C est une maladie génétique rare source de thrombophilie (risque de thromboses). Le risque thrombotique est surtout veineux (maladie thromboembolique).
Deux types de déficit existent : déficit quantitatif (Type I) et qualitatif (Type II). La forme homozygote est rapidement létale.
Le facteur V Leiden qui consiste en une résistance du facteur V à la protéine C donne des symptômes similaires mais moins prononcés.
La protéine C étant vitamine K dépendant, les anticoagulants oraux diminuent son taux ; c'est ce qui explique l'effet procoagulant initial de ces médicaments.

## Épidémiologie
La prévalence est de l'ordre de 0.2 %, soit nettement moins que celle de la thrombophilie par mutation du facteur V ou par mutation du gène de la prothrombine.

## Diagnostic
Il est fait par la mesure de l'activité de la protéine C par rapport à une norme, exprimé en pourcentage. Cette mesure doit être faite à distance de tout traitement par antivitamine K. Cette activité peut être également diminuée en cas de maladie du foie (diminution de la synthèse) et de coagulation intravasculaire disséminée (consommation de la protéine).

## Traitement
Le traitement est surtout préventif : il faut envisager un traitement anticoagulant, déconseiller la pilule contraceptive.
Les formes graves peuvent être traitées par des concentrés en protéine C.